# Dáriusz Vitek
Dáriusz Vitek (23 ottobre 1997) è un lottatore ungherese specializzato nella lotta greco-romana.

## Palmarès
- Europei

Budapest 2022: bronzo nei 130 kg